# Jente Michels
Jente Michels (De Pinte, 17 febbraio 2003) è un ciclocrossista e ciclista su strada belga che corre per l'Alpecin-Deceuninck Development Team.

## Palmarès

### Cross
- 2019-2020 (Juniores)

Cyclo-cross de Boulzicourt Ardennes, Junior (Boulzicourt)
Polderscross, Junior (Kruibeke)
Cyclocross Ruddervoorde, 4ª prova Superprestige Junior (Ruddervoorde)
Internationale Sluitingsprijs, Junior (Oostmalle)
- 2020-2021 (Juniores)

Cyclocross Ruddervoorde, 2ª prova Superprestige Junior (Ruddervoorde)

## Piazzamenti

### Competizioni mondiali
- Campionati del mondo di ciclocross

Dübendorf 2020 - Junior: 7º
Fayetteville 2022 - Under-23: 10º
Hoogerheide 2023 - Under-23: 5º
- Campionati del mondo su strada

Fiandre 2021 - In linea Junior: 13º

### Competizioni continentali
- Campionati europei di ciclocross

Silvelle 2019 - Junior: 2º
Drenthe-Col du VAM 2021 - Under-23: 8º
Namur 2022 - Under-23: 7º
- Campionati europei su strada

Trento 2021 - In linea Junior: 15º